# Frozen Synapse
Frozen Synapse ist ein preisgekröntes rundenbasiertes Strategiespiel für PCs und Tablet-Computer des Independent-Herstellers Mode 7 Games. Es war Teil eines Humble Indie Bundles namens Humble Frozen Synapse Bundle.

## Spielprinzip
Bei Frozen Synapse stehen sich zwei Gegner mit einer kleinen Zahl von Soldaten mit unterschiedlicher Bewaffnung in einem meist zufällig generierten Gelände gegenüber. Beide planen ihren kommenden Zug, der sich über einige Sekunden Spielzeit erstreckt. Anschließend werden beide Züge simultan ausgeführt. Bei der Auswertung spielt der Zufall praktisch keine Rolle. Das Ergebnis von Spielzügen kann von den Kontrahenten vorher simuliert werden. Die grafische Darstellung ist einfach gehalten.

## Rezeption
Frozen Synapse erhielt zumeist gute Wertungen (Metacritic: 85 von 100 (Win)). 2012 gewann es den Publikumspreis beim Independent Games Festival und wurde von der Zeitschrift PC Gamer US zum Strategiespiel des Jahres 2011 erklärt.